# Yengejeh-ye Mollā Moḩammad Ḩasan
Yengejeh-ye Mollā Moḩammad Ḩasan (persiska: ينگجه ملا محمد حسن) är en ort i Iran.   Den ligger i provinsen Ardabil, i den nordvästra delen av landet, 400 km nordväst om huvudstaden Teheran. Yengejeh-ye Mollā Moḩammad Ḩasan ligger 1 318 meter över havet och antalet invånare är 822.
Terrängen runt Yengejeh-ye Mollā Moḩammad Ḩasan är kuperad åt nordväst, men åt sydost är den platt. Yengejeh-ye Mollā Moḩammad Ḩasan ligger nere i en dal. Runt Yengejeh-ye Mollā Moḩammad Ḩasan är det ganska tätbefolkat, med 139 invånare per kvadratkilometer. Närmaste större samhälle är Omīdcheh, 16,0 km söder om Yengejeh-ye Mollā Moḩammad Ḩasan. Trakten runt Yengejeh-ye Mollā Moḩammad Ḩasan består i huvudsak av gräsmarker.